# Brissac-Quincé
Brissac-Quincé är en kommun i departementet Maine-et-Loire i regionen Pays de la Loire i nordvästra Frankrike. Kommunen ligger i kantonen Thouarcé som tillhör arrondissementet Angers. År 2018 hade Brissac-Quincé 3 106 invånare.

## Befolkningsutveckling
Antalet invånare i kommunen Brissac-Quincé
| Referens: INSEE |